# エセレン語
エセレン語(Esselen language)は、アメリカ合衆国カリフォルニア州モントレー郡の一部で話されていた言語で、現在は死語になっている。

## 概要
「エセレン」の名は本来はひとつの村か小部族の名前で、言語名の自称はウェレル（Huelel、「舌」を意味するか）であったともいう。
エセレン語はモントレー郡サンタルシア山脈北部の狭い地域で話されていた。コスタノ諸語およびサリナ語の話者と隣りあっていたが、どちらの言語とも全く異なっていた。
西洋人との接触前の人口は500人から1000人ほどと推定されている。もともと人口が少なかったこともあり、カリフォルニアの先住民言語の中にあって最初に消滅した。1888年にはすでに人類学者はエセレン語を母語とする話者を見つけることができなくなっていた。古くはビッグサーからサンフランシスコ半島にかけても分布していたが、コスタノ族（オローニ族）の侵入によって土地を奪われた可能性がある。
エセレン語の資料として現存するのは語彙集、カテキズム、問答集などで、これらを元に音韻体系や文法・語彙の特徴が研究されている。

## 系統
エセレン語は孤立した言語だが、仮説的なホカ大語族に所属する可能性がある。